# Desognaphosa spurgeon
Espèce
Desognaphosa spurgeon est une espèce d'araignées aranéomorphes de la famille des Trachycosmidae.

## Distribution
Cette espèce est endémique du Queensland en Australie. Elle se rencontre du mont Spurgeon à Mossman .

## Description
La femelle holotype mesure 6,1 mm et le mâle paratype 4,8 mm.

## Systématique et taxinomie
Cette espèce a été décrite par Platnick en 2002.

## Étymologie
Son nom d'espèce lui a été donné en référence au lieu de sa découverte, le mont Spurgeon.

## Publication originale
- Platnick, 2002 : « A revision of the Australasian ground spiders of the families Ammoxenidae, Cithaeronidae, Gallieniellidae, and Trochanteriidae (Araneae: Gnaphosoidea). » Bulletin of the American Museum of Natural History, no 271, p. 1-243 (texte intégral).